# LEMV
HAV 304 "LEMV"
長時間飛行多用途情報収集機材
- 用途：情報収集
- 分類：ハイブリッド飛行船
- 製造者：ハイブリッド・エアービークルズ社、ノースロップ・グラマン社
- 運用者：アメリカ陸軍
- 初飛行：2012年
- 生産数：1機
- 生産開始：2012年
- 運用状況：開発停止
- ユニットコスト：1億5400万ドル

LEMV（Long Endurance Multi-Intelligence Vehicle、長時間飛行多用途情報収集機材）とは、アメリカ陸軍によるLEMVプログラムのために開発、選定されたノースロップ・グラマン社とハイブリッド・エアービークルズ(HAV）社(en)による軍用ハイブリッド飛行船である。HAV社での型名はHAV-304。この機体は中高度長時間滞空（MALE）能力を持つ無人機として地上部隊に対し、「情報収集、監視、偵察（ISR）」の支援を与えることを目的としていた。2012年8月7日にレイクハースト (ニュージャージー州)での初飛行が成功した。
アメリカ陸軍はコストの問題から2013年2月にLEMV計画を中止した。HAV社ではエアランダーと名付けたハイブリッド飛行船の商業利用の計画を持っており、その開発に利用するため2013年9月に唯一生産された機体を30万1000ドルで買い取った。同機体は2014年にアメリカからイギリスカーディントンのハンガーに輸送され再組立てが行われている。

## 開発と設計

### 実証機
かつて存在したAdvanced Technologies Group（ATG）が開発したSkyCatコンセプトに基づいた縮小スケールモデルの実証機がHAV社によって製作され、アメリカ陸軍に提案を行った。シリアル番号HAV-3/001は2008年に製造され、G-OHAVとして登録された。初飛行は2008年の9月にカーディントンで行われた。

### LEMV計画
LEMV計画ではロッキード・マーティンの開発したP-791との競合となったが、これに勝利しHAV社とパートナーシップを結ぶノースロップ・グラマンが主契約者として、HAVのハイブリッド飛行船コンセプトはLEMV計画として選定された。
この計画の開発合意は2010年6月14日、アメリカ陸軍宇宙ミサイル防衛コマンド/陸軍戦略コマンドと、ノースロップ・グラマン社の間で結ばれた。この合意はまた、追加の飛行船2隻を調達するという追加計画も含んでいた。
設計仕様には、海抜高度6,000mで運用でき、行動半径は3,000km、また21日間の連続行動能力などが含まれた。搭載物のために上限16キロワットの電力を提供し、滑走路を不要とし、また幾種類かの異なるセンサーを同時に装着できることとされた。アメリカ陸軍の言及では、LEMVは回収可能で再使用可能な、多用途任務のプラットフォームになるものとされた。この機材は、険峻な地帯における、広範な静止軌道上の作戦を補助するため前線に展開でき、また視界外の指揮と操縦を行う能力が与えられていた。
ノースロップ・グラマン社のチームに含まれる契約者は次の通りである。
- ハイブリッド・エアービークルズ社、イギリスのクランフィールドに所在。（HAV304のプラットフォーム）
- ウォーウィック・ミルズ、ニューハンプシャー州のニューイプスウィッチに所在。（繊維技術）
- ILCドーヴァー、デラウェア州ケント郡に所在。（飛行船製造および設計）
- テクストロン付属AAIコーポ、メリーランド州のハントバレーに所在。（アメリカ陸軍向けの装備を製作。UAVや監視航空機の操縦装置、情報配分ステーション）
- SAIC、バージニア州マクリーンに所在[8]。

この飛行船の費用は、全てのオプション次第では1億5400万ドルから5億1700万ドルかかるものとなった。この費用は設計、開発、そして18カ月間を期限とする飛行船のシステム試験、さらにまた軍で評価するためのアフガニスタンへの輸送費が含まれた。

## 計画の進展

### 製造と初飛行
LEMVの開発予定は18カ月のスケジュールとされ、2010年6月に開始、約10カ月目には機体への気体注入を予定した。16カ月目、運用上の追加艤装がアリゾナ州のユマ試験場で実施された。
陸軍は、2010年6月の18ヶ月後には最初のLEMVのデモンストレーションをアフガニスタンで行うという予定を立てており、また作戦の完了に続いて他の5機の建造計画を申し出るつもりだった。
全体設計は頻繁に生じる遅延と技術的問題との戦いになっていた。2011年10月、フライト・インターナショナル誌は、LEMVが2011年11月に初飛行するよう準備を整えたと報告した。報道の報告によれば、それからLEMVが初飛行のために準備を整えたのは2012年6月上旬のことだった。しかし不明確な問題によって飛行さえも順延された。LEMVの初飛行は2012年8月7日、ニュージャージー州のマクガイア・ディックス・レイクハースト統合基地で実施された。飛行は機上の搭乗員たちと共に、90分間続けて行われた。初飛行の主目的は安全な離陸と帰還を実行することであり、第2の目的は航空管制システムとその操作を実証するためだった。加えて、初飛行の目的には耐空性の試験とデモンストレーションおよびシステム・レベルの性能確認があった。すべての目的は初飛行中に達成された。これにより、2013年前半にLEMVがアフガニスタンへ戦闘配備されることとなった。 しかし試験飛行の2カ月後、陸軍は飛行船を海外に送ることに対して懸念があると述べた。理由には安全性、運用するべき戦地への輸送、そして配備のスケジュールが含まれていた。

### 計画中止
2013年2月14日、アメリカ陸軍はLEMVの開発作業を中止したことを公表し、理由として資金の抑制により制限を負わされたことだけでなく、技術的・性能的な問題を挙げた。
HAV社は、この機が解体される前に、アメリカ陸軍から飛行船を購入することに関心を表わした。表向き、同社は「エアーランダー50」50t輸送飛行船の開発のため、この購入機を寒冷な天候での飛行や他の試験に使用するものとした。2013年9月、国防総省はLEMVを30万1千ドルで同社に売却した。開発には2億9700万ドルが使われていた。カメラ、センサー、および通信装備が撤去され、ヘリウムガスが売却前に抜かれた。陸軍は計画の技術データおよびコンピューターソフトウェアが将来の計画にとって有用となるであろうこと、また売却は資金の節約になると主張した。
機体はイギリスに輸送され、イギリス空軍カーディントンの格納庫に収容され再組立てが行われている。

## 技術の詳細
HAV 304 design:
- 全長: 91 m (298 ft 7 in)
- 全幅: 34 m (111 ft 7 in)
- 全高: 26 m (85 ft 4 in)
- エンベローブ: 38,000 立方メートル
- エンジン: 過給機付き4L V型8気筒ディーゼルエンジン 350hp × 4

全長91mは現代では世界最長の航空機であるとしている。
地上移動標的表示レーダー、電子光学/赤外線センサー、通信リレー、ブルー・フォース・トラッキング（敵味方位置情報把握システム）、信号情報収集および電子戦装備といった多数の装備と組み合わせられたLEMVは、これらの能力により、既存のISRプラットフォームを増強するとされた。LEMVは、ユーザー視界を超えての通信能力や、信号情報収集、さらにその他ほとんどの搭載装備の出力、重量、サイズの要求を満たすという、ソリューションを提供することを意図していた。センサーから得られた総合データは既存の地上局に送られ、データは複数のユーザーと分析者に利用可能となる。既存のインテリジェンス・サイクル、TPED（タスキング、情報処理、情報搾取、情報）との相互運用性を持ち、情報不足の状況を改善する可能性があった。また総合情報センサーの統合を通じ、既存の不足や前線兵士とのギャップを軽減した。
LEMVの柔軟でオープンなシステム設計により、近い将来に利用可能となる技術的に最先端の搭載物を飛ばすことが可能となった。ノースロップ・グラマン社は、軍が持っている既存の共有地上局指令センターに融和するようシステムを設計し、また機材は前線の作戦基地にいる地上兵力によって用いられた。さらにLEMVはアフガニスタンでは大型重量装備の輸送にも使用可能で、競合のUAVよりも大きな利点だった。
この飛行船は複合型航空機（Hybrid Air Vehicle、HAV）であり、固定翼を持つ無人航空機（UAV）に勝るいくつかの利点があった。離陸する時、HAVは従来の航空機のような空気力学的な揚力を用いる。いったん離陸した後、空中に留まるためにはヘリウムの浮力を用いる。機は地上のできごとを監視し、移動には機上のエンジンを使用する。。LEMVの外皮はベクトラン、ケブラー、そしてマイラーの混紡であり、これは「相当数の小火器による射撃」に耐えられるとしている。ノースロップ社は、この航空機の最大の脅威は天候で、機は強風や雷雨に襲われる可能性があると見積もった。

## 合理性
偵察が戦闘機で実施できる一方、2010年の時点で、こうした飛行にかかる費用は1時間飛ぶに当たり1万ドルから2万ドルと見積もられた。さらに資本再編成の費用として1万ドルが追加された。ヘリコプターは等価の戦闘機よりもっと扱いやすく、また兵器が必要とされた際には戦闘機のように介入できるが、これらの回転翼機は騒音が大きくて脆弱であり、非常に短い滞空能力しか持たず、そして偵察に運用するならばもっと安価でなくてはならない。ハイブリッド飛行船は、いかなる小さな前線基地からもヘリコプターのように運用できる。これらの運用コストは他のどのような偵察オプションよりも良くなるものと見積もられた。これは飛行船の滞空能力に拠っており、数週間程度をこなすことができる。ただし、LEMVはほぼ1,000フィート（300m）ほどの長さの滑走路を必要としており、滑走路が不要という仕様に反している。また駐機するには飛行船を固定した位置から360度にわたり300フィート（90m）の平滑な地域を必要とし、これは運用する大部分の大型基地や、最小の全ての基地に制限を加えた。
こうした飛行船は安定した通信中継装置として使用できた。例としては、山岳地域における兵士の集団が、他のもう一隊との接触を決して失わないようにし、これは彼らが相互に直接視認できないとしても接触を確実なものとした。複数のLEMVは重要な輸送車列を追尾し、主要な道路、もしくは他の主要なインフラストラクチュアを半永久的に監視する護衛に充てることができた。大規模戦闘に備えたり、保安活動の実施のために重要度の高い市街地域を監視することができ、または国境の検問所を閉鎖するために集中させることができた。
飛行船計画を担当したノースロップ・グラマン社のディレクター、アラン・メッガーによれば、長時間滞空する飛行船の能力は、監視任務に極めて好適であるとしている。技術雑誌に対し、メッガーは以下のように主張した。LEMVは「世界で最長の滞空性能を持つUAVになりえる。これらの機体には、戦闘機が着陸して生じるデータの空隙が存在しない」ノースロップ社もまた、LEMVが貨物輸送機として使用できると言及し、またこの機体には、貨物7トンを毎時30マイルで2,400マイル運搬するのに十分な浮力があったと主張した。